# Бродецкий, Адам
А́дам Ян Броде́цкий (пол. Adam Jan Brodecki; 1 августа 1949, Лодзь — 17 октября 2010, Кельце) — польский фигурист, выступавший в парном катании с Гражиной Османьской-Костшевиньской, двукратный чемпион Польши, входил в Сейм Республики Польша.

## Карьера
Вместе с Османьской-Костшевиньской он участвовал в четырёх чемпионатах мира: 1971, 1972, 1974, 1975. Самое высокое место — десятое — занял в 1971 году. Выступал и на чемпионатах Европы, там лучшим результатом стало седьмое место в 1972 году. Бродецкий представлял польское парное катание на Зимних Олимпийских играх 1972 года, где занял 11-е место. В 1973 году окончил Медицинскую академию в Лодзи. После окончания спортивной карьеры переехал в город Кельце, где до конца жизни работал врачом-педиатром.